# ائتلاف گروه‌های خط امام
ائتلاف گروه‌های خط امام یک ائتلاف ایرانی سیاسی فعال در انتخابات مجلس شورای اسلامی (۱۳۷۱) بود که متشکل از اعضای جناح چپ جمهوری اسلامی ایران بود، که بعدها به صورت اصلاح طلبان کنونی نمایان شدند.
ائتلاف مجمع روحانیون مبارز برای انتخابات مجلس شورای اسلامی (۱۳۷۱) بود که همچین برای انتخابات مجلس شورای اسلامی (۱۳۷۵–۱۳۷۴) نیز لیست منتشر کردند.

## ایدئولوژی
از نظر اقتصادی این گروه مخالف با خصوصی‌سازی بودند، تأکید بر عدالت اجتماعی داشتند، به برابری توزیع درآمد ،اقتصاد دستوری، ادامه دادن به توزیع یارانه و سهمیه بندی اعتقاد داشتند.

## اعضای ائتلاف سیاسی
احزابی که عضو اتحاد سیاسی خط امام بودند
- سازمان مجاهدین انقلاب اسلامی ایران
- انجمن اسلامی پزشکان ایران
- انجمن اسلامی مهندسان
- انجمن اسلامی معلمان
- انجمن اسلامی مدرسین دانشگاه
- تحکیم وحدت